# La mia vita è un mar
La mia vita è un mar è un sonetto pubblicato nel 1554 e scritto dalla poetessa italiana Gaspara Stampa.

## Testo
La mia vita è un mar: l'acqua è 'l mio pianto,

i venti sono l'aure de' sospiri,

la speranza è la nave, i miei desiri

la vela e i remi, che la caccian tanto.
La tramontana mia è il lume santo

de' miei duo chiari, due stellanti iri,

a' quai convien ch'ancor lontana i' miri

senza timon, senza nocchier a canto.
Le perigliose e sùbite tempeste

son le teme e le fredde gelosie,

al dipartirsi tarde, al venir preste.
Bonacce non vi son, perché dal die

che voi, conte, da me lontan vi feste,

partîr con voi l'ore serene mie.

## Parafrasi
La mia vita è come un mare: l'acqua di esso è il mio pianto, i venti sono il soffio delle mie speranze, la speranza è la nave, ed i miei desideri sono le vele ed i remi, che la fanno muovere con rapidità. La tramontana è, per me, una luce quasi sacra, così come lo sono i due più grandi astri del cielo, il Sole e la Luna, che ruotano sopra di me, e mi indicano la rotta da percorrere, che osservo sempre da molto lontano, per beneficio personale, senza né un timone per indirizzarmi verso di loro, né tantomeno una persona che sappia maneggiarne uno. Le tempeste pericolose ed improvvise rappresentano le angosce e le forti gelosie, che ci mettono molto ad andarsene, ma pochissimo a piombarmi addosso. Non c'è mai l'assenza di vento, perché dal giorno che tu, Conte, ti allontanasti da me, la serenità della mia vita se ne andò insieme a voi.

## Significato e contesto
In questa lirica, la poetessa padovana Gaspara Stampa è lontana dall'uomo che ama e soffre per il distacco. Le pene d'amore sembrano tempeste insuperabili, da cui la piccola e fragile nave del suo cuore teme di essere travolta. Il sonetto è impostato su uno stretto parallelismo fra la donna e gli elementi della natura. Questa storia rappresenta uno spaccato autobiografico, dato che la Stampa era innamorata del conte Collaltino di Collalto, che era divenuto suo amante, ma che spesso fuggiva in luoghi lontani, ricambiando solo a tratti l'amore della poetessa.